# 上海开埠
上海开埠，即1843年11月按照《中英南京条约》的条款，正式对外开放上海做指定通商口岸的历史事件。开埠标志着上海地区进入了近代时期，同时也促进了发展城市，即今日的上海市，在此后100年时间里，由海边的县城一跃成为中国乃至远东最大的都会之一。

## 开埠经过

### 开埠前
1840年以前，由于清朝政府实行的闭关锁国的政策，仅留广州一港进行对外贸易，并且设置诸多管理条款，限制在华外商的经商活动。因此第一次鸦片战争爆发。而在战前，英国方面曾派出东印度公司的“阿美士德号”沿海岸线北上，曾经充分考察了上海的地理位置和经济情况，此举最终使得上海被划为最初通商的五口之一。
随着对华贸易量的增加，英国曾经要求清政府增辟通商口岸，但是清政府予以拒绝。因此，英国方面试图使用武力来促使清政府在通商问题上有所转变。在战争之前，英国东印度公司派出间谍船阿美士德号对中国沿海地形、港口深浅、国防设施进行了解。1832年2月26日，阿美士德号帆船从澳门启航开始收集情报。
当年6月20日，阿美士德号驶入长江口。翌日，此次行动的负责人，原广州英国商馆职员胡夏米及其助手郭士立（化名郭甲利）于吴淞口附近换乘小艇，驶入黄浦江，并从上海县城东门宝带门外登岸。并向上海方面当局苏松太道道台递交禀帖，希望“能到中国北部港口进行直接贸易”，但由于清政府对沿海贸易有严格规定，故苏松太道道台拒绝英方建议，并勒令其“即速开船，遵照旧例回粤贸易”。而英方却诸多理由借故拖延，并加紧绘图、测量航道等间谍活动。直至7月8日，林赛等人才搭乘阿美士德号继续北航。不久，阿美士德号返航后，林赛在撰写给英国方面的报告中指出上海的地理位置的重要性，称：“上海事实上已成为长江的入海口和东亚主要的商业中心，它的国内贸易远在广州之上”，“这一地区在对外贸易方面所拥有的特殊优越性，过去竟然未曾引起相当的注意，是十分令人奇怪的”。而副手郭士利则在本人的日志中根据上海港口当时日进出港400艘帆船推断出上海是中国最大的商业中心，“尤其是中国中部诸省的大门”。鉴于如此重要的地理位置和经济优势，因此一旦进入和谈，英方势必将上海纳为通商口岸之一。
1842年，第一次鸦片战争，清朝政府失败，随后于江宁签订《中英南京条约》。根据条约第二款规定：“自今以后，大皇帝恩准大英国人民带同所属家眷，寄居大清沿海之广州、福州、厦门、宁波、上海等五处港口，贸易通商无碍。且大英君主派设领事、管事等官住该五处城邑，专理商贾事宜”。在谈判中，清朝全权代表耆英在五口问题上曾与英方有所争议，主要是围绕福州是否纳为通商口岸的问题，而在上海被列为名单之一，则清方未提出任何异议。
1843年10月8日，中英双方与虎门签订了《南京条约》的补充条约即《中英虎门附加条约》（即《善后事宜清册附粘和约》），允许英方“举凡设领事，立夷馆，住家眷，势不能遏其所请。”

### 宣布开埠
1843年11月8日晚间，英国驻上海首任领事巴富尔爵士一行乘坐麦杜萨号抵达上海，正式执行《南京条约》及其附加条款。次日，巴富尔领事拜会上海道台宫慕久，上海方面于江海关设宴招待英国领事一行。10日，宫慕久到麦杜萨号，礼节性回访巴富尔。双方就开埠和英国领事馆问题进行磋商。双方议定11月17日，上海正式开埠。而英国领事馆方面，英方要求于县城内设立，而中方认为上海县城内已过度拥挤，建议英方在城外设馆。但英方坚持设置在县城内，并且以西姚家弄顾氏住宅敦春堂作为英领馆馆址。在会谈中，巴富尔领事要求将有关贸易的章程和税则钤盖印信后颁布，以便开市。宫慕久同意，并核对相关条目后颁布。11月14日，上海道台贴出官府布告，向上海市民宣告上海开埠。英国领事馆亦于同日贴出通告，宣布英国领事馆正式开馆及馆舍地址。
11月17日，上海道台宫慕久宣布在洋泾浜江海关以北设立“西洋商船盘验所”，正式办理外国商船入关经商事宜，并由松江府海防同知沈炳垣负责通商事务，受理对外交涉事件。

## 影响
经由开埠，上海进入新的时期。自此以后，上海从一个海边的县城跃身成为远东的都会城市。1843年以来，来自苏、浙、粤、皖、鲁等周边省份的移民和其他海外移民一起构成了新的上海人口，并共同促进了上海的发展。而海派文化也是通过开埠后逐渐发展起来，上海此后成为中西文化互撞的最前沿。此外，在上海开埠以后不久英方率先提出设立租界的请求，并成立了中国第一个租界——上海英租界。从此租界在中国近代史上扮演了与众不同的角色。